# Yuri Kidyaev
Yuri Konstantinovich Kidyaev (em russo: Юрий Константинович Кидяев,: Moscou, 28 de fevereiro de 1955) é um ex-handebolista soviético, campeão olímpico.
Yuri Kidyaev fez parte do elenco campeão olímpico de handebol nas Olimpíadas de Montreal de 1976, e prata em Moscou 1980, jogou 11 partidas, marcando 27 gols.